# Newmania gracilis
Newmania gracilis là một loài thực vật có hoa trong họ Gừng. Loài này được Jana Leong-Škorničková, Nguyễn Quốc Bình và Trần Hữu Đăng mô tả khoa học lần đầu tiên năm 2018.
Mẫu định danh: Jana Leong-Škorničková, Nguyễn Quốc Bình, Trần Hữu Đăng, Eliška Záveská JLS-1574; thu thập ngày 25 tháng 4 năm 2012 ở cao độ 1.213 m, tọa độ 14°40′59″B 108°22′38″Đ / 14,68306°B 108,37722°Đ, xã Hiếu, huyện Kon Plông, tỉnh Kon Tum, Việt Nam. Mẫu holotype lưu giữ tại Vườn Thực vật Singapore (SING), các isotype lưu giữ tại Vườn Thực vật Hoàng gia tại Edinburgh (E), Bảo tàng Lịch sử Tự nhiên Pháp (P), Viện Sinh thái học Miền Nam (SGN), Bảo tàng Thiên nhiên Việt Nam (VNMN).

## Từ nguyên
Tính từ định danh gracilis đề cập đến kích thước tổng thể nhỏ và kiểu phát triển thanh mảnh của loài này.

## Phân bố
Cho đến nay mới chỉ biết đến từ ba điểm sưu tập, tất cả đều trong huyện Kon Plông, tỉnh Kon Tum, Việt Nam. Mọc trong rừng lá kim cận núi cao nhiều rêu ẩm ướt nguyên sinh trên sa thạch, dọc theo đỉnh núi cũng như trong rừng lá rộng cận núi cao ở những khu vực ẩm ướt gần suối, ở cao độ khoảng 1.200 m.

## Mô tả
Địa thực vật thân thảo, cao đến 80 cm, với ~3 chồi lá mỗi thân rễ, cách nhau 1,5–3 cm. Thân rễ bò lan và phân nhánh, đường kính 9–15 mm, vỏ màu nâu nhạt, ruột màu kem; các củ rễ hình thoi, ~2 × 0,8 cm, cách xa thân rễ ~5 cm. Chồi lá ở 1/3 gốc không lá, có 6–16(–20) lá xếp thành 2 dãy; bẹ không có lá 1–4, màu xanh lục hoặc hơi với ánh màu đỏ tía sẫm, nhẵn nhụi, chuyển thành màu nâu và dạng giấy khi già; bẹ lá màu xanh lục, có sọc mịn, nhẵn; lưỡi bẹ dài 1–4 mm, nguyên, màu xanh lục nửa trong mờ, đỉnh sớm trở thành dạng giấy, nhẵn nhụi; cuống lá dài 2–4 mm, hình gối; phiến lá hình trứng đến hình trứng hẹp, 6,5–13 × 3–4 cm, màu xanh lục mặt trên, uốn nếp, màu xanh lục nhạt hơn ở mặt dưới, nhẵn nhụi cả hai mặt, đáy từ nhọn đến tù, đỉnh nhọn, mép gợn sóng. Cụm hoa mọc từ thân rễ ở đáy chồi lá, cành hoa bông thóc lỏng lẻo nhiều hay ít, mọc thẳng, gồm 3–6 hoa, nở từ đáy tới đỉnh; cuống cụm hoa dài 0,5–4,5 cm (hiếm khi đến 12 cm), các lá bắc bẹ màu kem, ánh màu tía, nhẵn nhụi, sớm rữa; lá bắc sinh sản hình trứng, 13–16 × 6–9 mm, hở đến gốc, màu tía với hoa văn mắt lưới sẫm màu hơn, nhạt hơn ở đáy, nhẵn nhụi, đỉnh nhọn; lá bắc con hình trứng, ~11–15 × 5–6 mm, hở đến đáy, màu kem với hoa văn mắt lưới màu tía sẫm, nhạt màu ở 1/2 đáy, nhẵn nhụi. Hoa dài ~7 cm; đài hoa hình ống, dài 12–14 mm, đường kính ~4 mm, chẻ một bên 5–8 mm, màu kem nửa trong mờ, thưa hoa văn mắt lưới màu tía sẫm, nhẵn nhụi, đỉnh 1 răng từ tù đến nhọn; ống hoa hình trụ hẹp, dài 5–6 cm, đường kính 1,5–2,2 mm, màu trắng, nhẵn nhụi; thùy tràng lưng hình elip, 14–21 × 5–6 mm, màu trắng tinh với các vạch trong mờ, đỉnh có mấu nhọn dài ~2 mm; các thùy tràng bên thuôn dài với đỉnh hơi nhọn, có mấu nhọn, 12–17 × 4–5 mm, màu trắng tinh với các vạch trong mờ, nhẵn nhụi; cánh môi hình trứng ngược-hình tim, 17–21 × 11–14 mm, đỉnh 2 thùy sâu (tới 1/2 chiều dài), màu tím nhạt đến sẫm, hiếm khi với sắc hơi đỏ ở tâm, với nhiều gân màu trắng tỏa ra từ đáy đến tâm; nhị lép bên dạng cánh hoa, hình elip, 14–17 × 6–7 mm, màu trắng tinh, nhẵn nhụi. Nhị dài ~7–9 mm, màu trắng, hoàn toàn nhẵn nhụi; chỉ nhị dài 2,5–3 mm, rộng ~2 mm ở đáy, rộng ~2,5 mm ở đỉnh, màu trắng; bao phấn ~5 × 2,5–3 mm, mô liên kết màu trắng; không mào bao phấn; mô vỏ bao phấn dài ~5 mm, màu kem, nứt dọc theo toàn bộ chiều dài, nhẵn nhụi; phấn hoa màu từ kem đến vàng nhạt. Bầu nhụy hình trứng ngược, ~4,5 × 2,6 mm, màu trắng kem với các chấm màu hồng, nhẵn nhụi, 3 ngăn. Vòi nhụy màu trắng, nhẵn nhụi; đầu nhụy dài ~2 mm, đường kính ~0,6 mm, màu trắng, lỗ nhỏ thuôn tròn, hướng lên trên, có lông rung. Quả nang 3 ngăn, nứt không đều, hình trứng, ~3,5 × 1,4 cm với đài bền, màu kem đến hồng ở đáy, đậm ánh từ đỏ đến tía sẫm, nhẵn nhụi, bóng, với 6–10 hạt. Hạt hình trứng, góc cạnh tù, 7–10 × 3–4 mm, màu nâu gỉ sắt với đỉnh màu ánh xanh lục nhạt hơn, bề mặt bóng, rậm lông tơ ngắn; áo hạt màu trắng, xé rách, các thùy không đều, thẳng, dài 3–8 mm. Ra hoa có thể bắt đầu vào tháng 3 và kéo dài đến cuối tháng 4 và đầu tháng 5. Tạo quả dường như bắt đầu vào cuối tháng 4 và có khả năng kéo dài đến đầu tháng 6.
Tương tự như N. serpens ở kiểu phát triển chung, hình dạng và màu sắc hoa nhưng khác ở chỗ các chồi lá ngắn hơn, chỉ cao 40–50 cm, các cụm hoa dày đặc, mọc thẳng và sinh sống ở cao độ khoảng 1.200 m; so với chồi lá cao đến 100 cm, các cụm hoa lỏng lẻo, bò lan và sinh sống trong các môi trường sống vùng đất thấp ở N. serpens.